# 橘

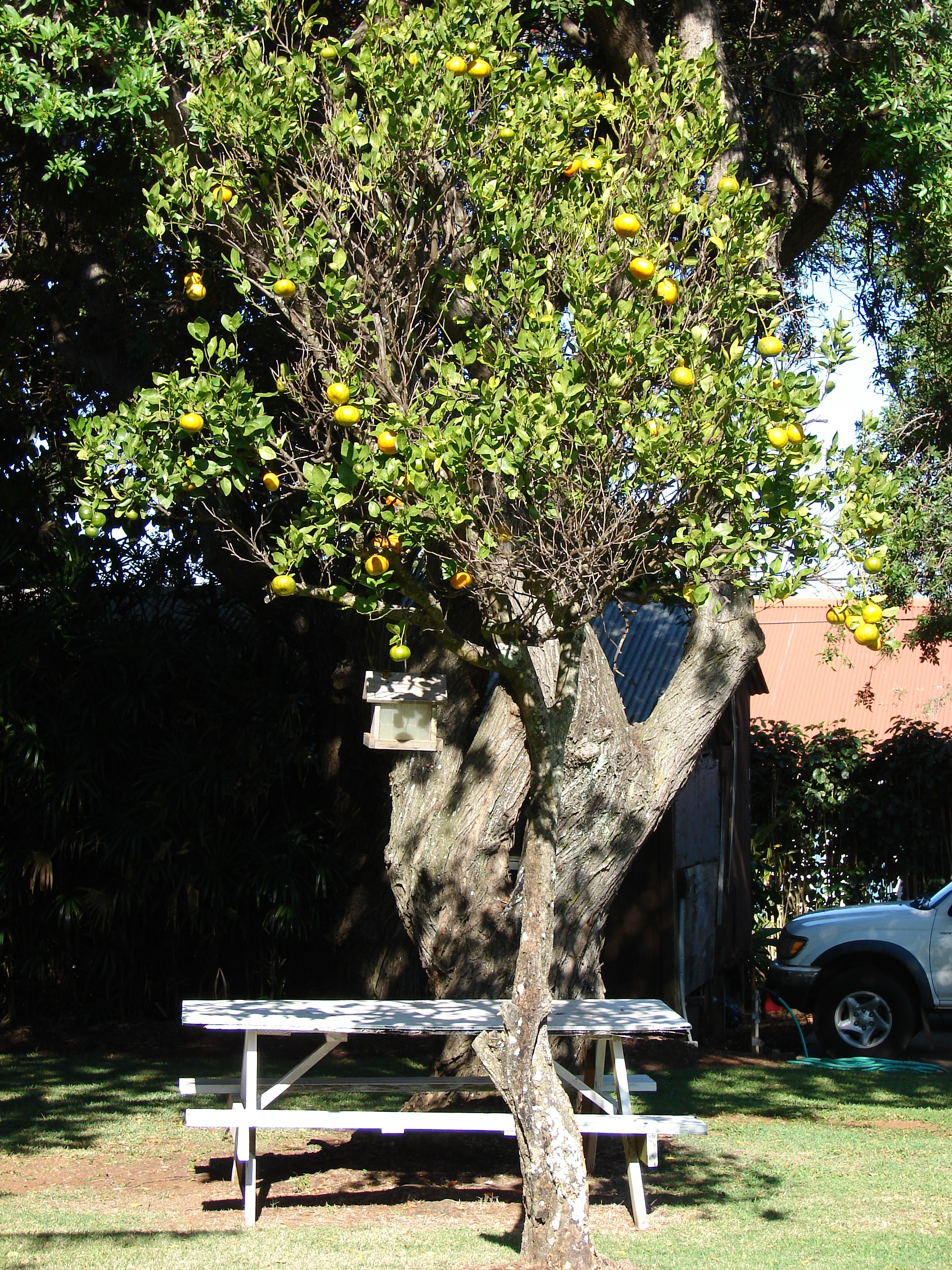
橘子樹

橘子（学名：Citrus reticulata），或写作桔子，芸香科柑橘屬的一种水果，原產自中國南方、中南半島、緬甸等地。在閩語福州話稱橘為橘，而泉漳話稱橘為柑仔，西南官话区的各方言中呼为“柑子”或“柑儿”，也有一些方言称之为“橘柑”。其种加词“reticuluma”意为“网纹的”。中华人民共和国国家标准称之为“柑橘”（citrus）。
芸香科植物含有大量的呋喃香豆素，被稱为「日光性毒素」，人摄入之后会集聚在皮肤下面，在受到阳光照射后会氧化，损伤人体细胞。2012年11月26日，加拿大研究人员在《加拿大医学会会刊》上发表论文指出，越来越多的药物被发现与西柚汁同服会引发不良反应，甚至可能导致猝死等严重副作用。研究人员建议人们服用这类药物时应避免饮用西柚汁，勿进食西柚等柑橘类水果。
橘子中的維生素A還能夠增強人體在黑暗環境中的視力和治療夜盲症。橘子不宜食用過量，吃太多會患有胡蘿蔔素血症，皮膚呈深黃色，如同黃疸一般。若因吃太多橘子造成手掌變黃，只要停吃一段時間，就能讓膚色漸漸恢復正常。明代張岱季叔張燁芳對橘子情有獨鍾，據載其「性好啖橘，橘熟，堆砌床案間，無非橘者，自刊不給，輒命數僮環立剥之」，吃到手腳都呈現黃色。

## 詞彙

### 与“柑”的异同
“柑橘”与“橘柑”不同：“柑橘”可以指柑橘屬所有水果，包括柚、柑、橘、橙等；而“橘柑”在有些方言中和橘子同义。
柑和橘都属于芸香科柑橘属的宽皮柑橘类，果实外皮肥厚且充滿檸烯香味，内藏瓤瓣，由汁泡和种子构成。李时珍在《本草纲目·果部》中记载：“橘实小，其瓣味微醋（即酸），其皮薄而红，味辛而苦；柑大于橘，其瓣味酢，其皮稍厚而黄，叶辛而甘。”一般说来，柑的果形正圆，黄赤色，皮紧纹细不易剥，多汁甘香；橘的果形扁圆，红或黄色，皮薄而光滑易剥，味微甘酸。柑和橘虽有区别，但在日常语言中常混用，如广柑也说广橘，蜜橘也说蜜柑。

### 与“枳”的异同
橘和枳（Citrus trifoliata）也不相同。《晏子春秋·内篇杂下》记载了“橘化为枳”的寓言，晏婴说：“橘生淮南则为橘，生于淮北则为枳，叶徒相似，其实味不同，所以然者何，水土异也。”比喻由于环境的影响，人的习性也会由好变坏。然而，虽然橘和枳都属于柑橘属，但都各自为独立物种，两者并非一类，橘即使生于淮北，也不会变成枳。

## 產量
| 瓯柑, 橘子, 克里曼丁紅橘, 温州蜜柑 在2011年的二十大生产国/地区 (1000噸) | 瓯柑, 橘子, 克里曼丁紅橘, 温州蜜柑 在2011年的二十大生产国/地区 (1000噸) |
| ----------------------------------------------------------------------- | ----------------------------------------------------------------------- |
| 中国大陆                                                                | 12,482                                                                  |
| 西班牙                                                                  | 2,117                                                                   |
| 巴西                                                                    | 1,005                                                                   |
| 日本                                                                    | 928                                                                     |
| 土耳其                                                                  | 872                                                                     |
| 義大利                                                                  | 853                                                                     |
| 埃及                                                                    | 848                                                                     |
| 伊朗                                                                    | 800                                                                     |
| 摩洛哥                                                                  | 753                                                                     |
|                                                                         | 681                                                                     |
| 美国                                                                    | 596                                                                     |
| 巴基斯坦                                                                | 515                                                                     |
| 墨西哥                                                                  | 406                                                                     |
| 阿根廷                                                                  | 401                                                                     |
| 泰國                                                                    | 360                                                                     |
| 秘魯                                                                    | 236                                                                     |
| 阿尔及利亚                                                              | 218                                                                     |
| 臺灣                                                                    | 197                                                                     |
| 尼泊尔                                                                  | 179                                                                     |
| 馬爾地夫                                                                | 152                                                                     |
| 其他總和                                                                | 1,582                                                                   |
| 世界總和                                                                | 26,030                                                                  |
| 來源: 联合国粮食及农业组织,                                             |                                                                         |

## 世界各地文化

### 中国
中国春秋时期诗人屈原有《橘颂》，朱熹《楚辞集注》云:“旧说‘屈原自比志节如橘，不可移徙’，是也。篇内意皆放此。”又云:“言橘之高洁，可比伯夷，宜立以为像而效法之，亦因以自托也。”。王夫之《楚词通释》评《橘颂》:“橘者，南方之嘉木也。……因比物类志为之颂，以自旌焉”;“受命不迁，……难于徙而更易之，其志壹矣。桔不踰淮，喻忠臣生死依于宗国”;“横而不流兮，……喻君子杂处于浊世，而不随横逆以俱流”。
宋朝诗人、唐宋八大家之一的苏东坡在《赠刘景文》中写道：“一年好景君须记，最是橙黄橘绿时”。
此外，由於橘的俗字「桔」含着一个「吉祥」的「吉」，不少人於新春時會購買橘盆栽擺放，所以也称为年桔。同時，「福橘」也是福州市的市果。

## 延伸阅读
[在维基数据编辑]
 《欽定古今圖書集成·博物彙編·草木典·橘部》，出自陈梦雷《古今圖書集成》
 《植物名實圖考·橘》，出自吳其濬《植物名實圖考》